# Mikael Wahlberg (fotograf)
Pär Mikael Wahlberg, född 25 november 1947 i Brännkyrka församling i Stockholm, död 24 november 2019, var en svensk fotograf, filmare och författare.
Mikael Wahlberg var son till en civilingenjör och främst verksam som fotograf. Han har i olika funktioner arbetat med filmer som Barn i Afrika (1978), Anna (1979), Johan (samma år), Smärtgränsen (1983), Bröderna Mozart (1986), Livsfarlig film (1988) och Sista vinden från Kap Horn (1991). Han har också författat flera böcker.
Åren 1979–1985 var han gift med Birgitta Alm (född 1949), 1987–1998 med författaren Gunilla Linn Persson (född 1956) och sedan 2011 med Ingse Ellesson (född 1948). Tillsammans med Ellesson arbetade han på Ingse & Co.